# Isola Mokoia
L'isola Mokoia è un'isola localizzata nel mezzo del lago Rotorua in Nuova Zelanda.

## Geografia
L'isola disabitata non è altro che un duomo di lava riolitica che si erge a 180 metri sopra la superficie del lago.
L'isola si è formata dopo il crollo della caldera Rotorua, quando il magma riolitico è stato spinto attraverso le faglie formatesi durante l'eruzione. Le rive dell'isola ospitano sorgenti geotermiche con acqua termale e piscine, fra cui piscina di Hinemoa, conosciuta dai locali come Waikimihia. La natura vulcanica dell'isola le dà un terreno molto fertile, motivo per cui le tribù Maori locali vi hanno da sempre coltivato il kumara, la patata dolce neozelandese. 

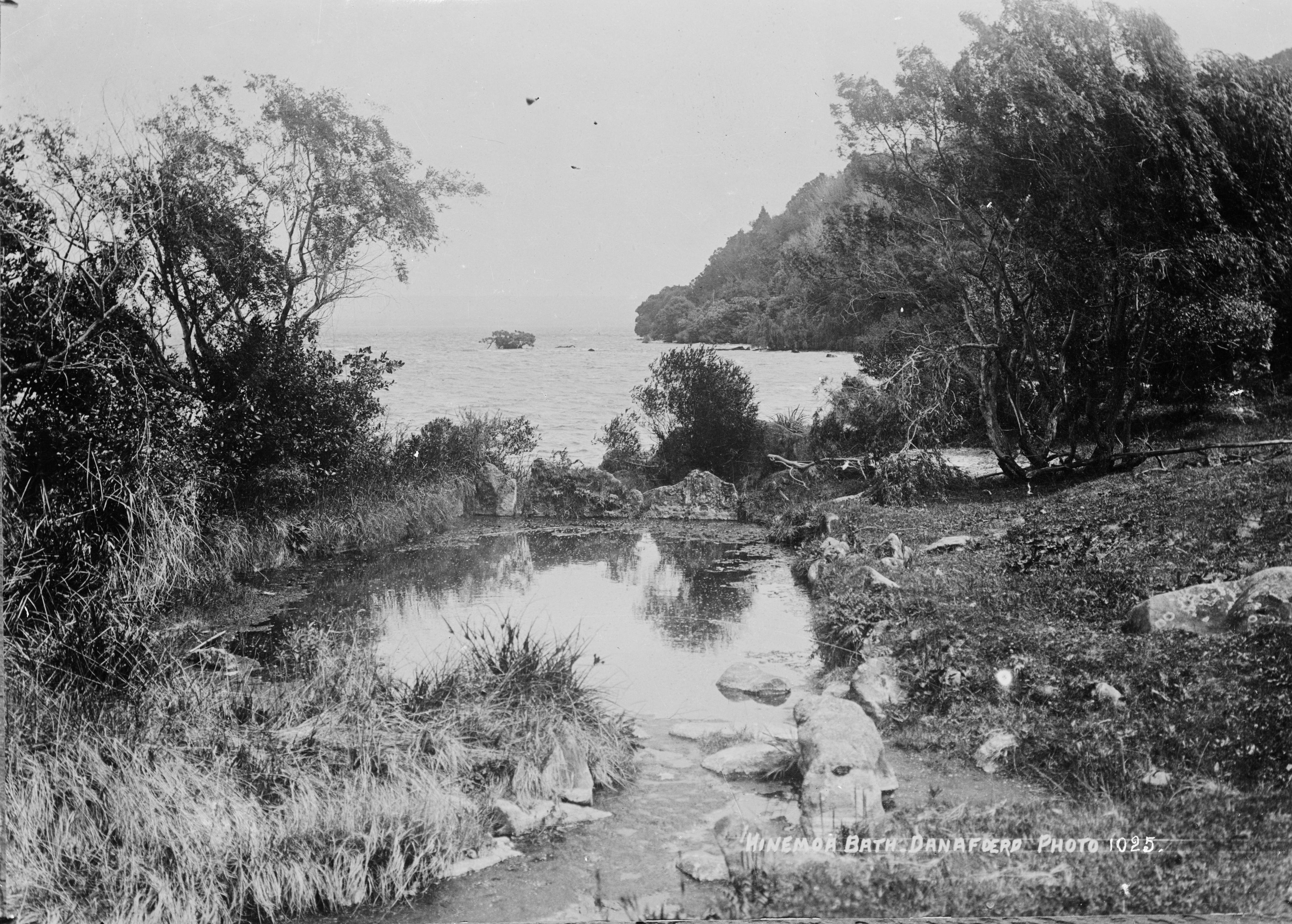
I bagni di Himemoa sulle sponde dell'isola nel 1900.

L'isola di Mokoia è proprietà privata del iwi locale, che la gestisce in collaborazione col New Zealand Department of Conservation. È un santuario per gli uccelli, motivo per cui l'accesso è limitato ai soli tour guidati. Ospita inoltre diverse specie rare, tra cui il kokako dell'Isola del Nord, il kiwi marrone dell'Isola del Nord e una popolazione riproduttiva del sellarossa dell'Isola del Nord, considerato prossimo alla minaccia di estinzione.

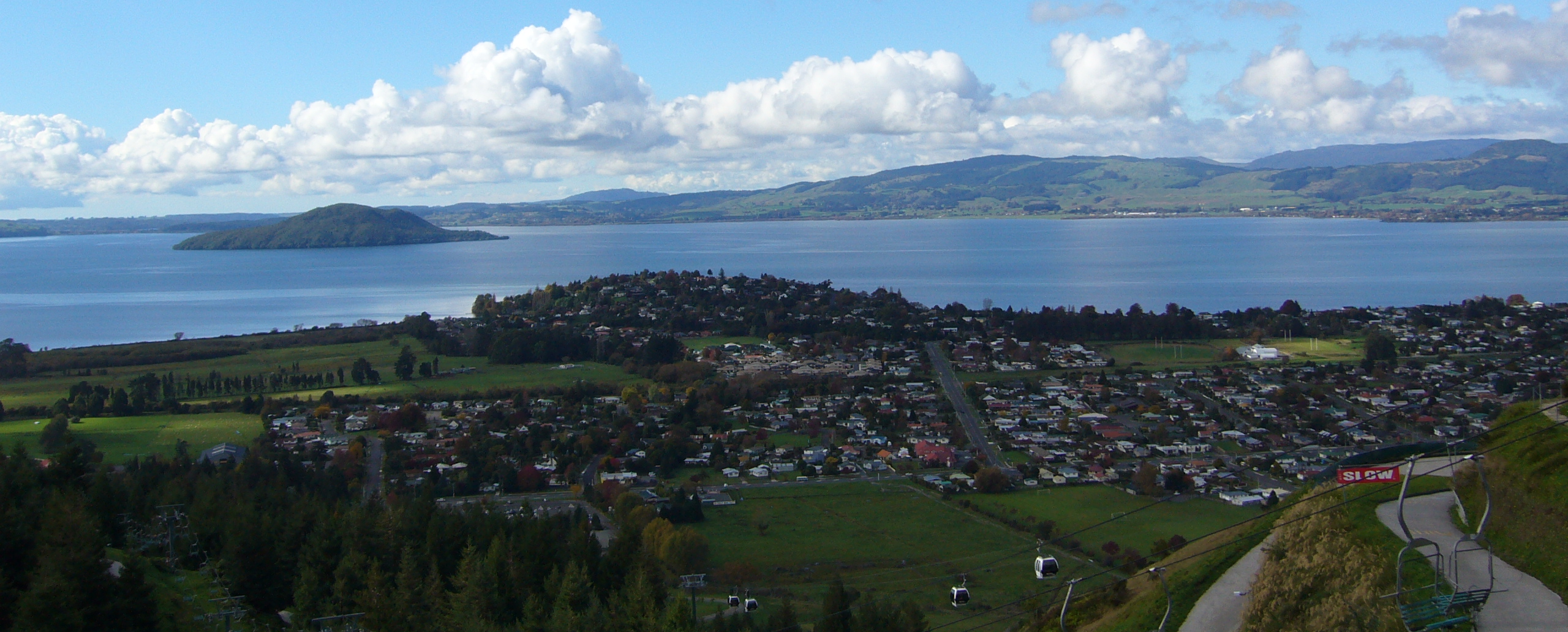
Vista aerea del lago e dell'isola (sulla destra).

## Hinemoa e Tūtānekai
Mokoia è probabilmente l'isola lacustre più conosciuta della Nuova Zelanda, ed è strettamente associata a una delle leggende Māori più famose, quella di Hinemoa e Tūtānekai, accostabile al mito greco di Ero e Leandro.
Secondo la leggenda, ai due amanti era proibito sposarsi e il padre di Hinemoa, Umukaria, il capo di un villaggio sulle rive del lago, le ordinò di non viaggiare in canoa fino al villaggio di Tūtānekai sull'isola. Hinemoa, per non disobbedire al padre, decise di nuotare i 3,2 chilometri che separavano il suo villaggio dall'isola, guidata dal suono del Kōauau di Tūtānekai. Avvolse dei giunchi attorno a sé per galleggiare meglio e si diresse verso l'isola. Secondo un'altra versione, Hinemoa costruì il suo salvagente di fortuna con delle zucche.